# Robert Byrd
Robert Carlyle Byrd, nascido Cornelius Calvin Sale Jr., (North Wilkesboro, 20 de novembro de 1917 - Merrifield, 28 de junho de 2010) foi um político e músico americano que serviu como senador dos Estados Unidos pela Virgínia Ocidental por mais de 51 anos, de 1959 até sua morte em 2010. Democrata, Byrd também serviu como membro da Câmara dos Representantes por seis anos, de 1953 a 1959. Ele continua sendo o senador dos EUA com mais tempo de serviço na história. Ele também foi o membro com mais tempo de serviço na história do Congresso dos Estados Unidos até ser superado pelo Representante John Dingell de Michigan. Byrd é o único da Virgínia Ocidental a ter servido em ambas as câmaras da legislatura estadual e em ambas as câmaras do Congresso..
A carreira política de Byrd durou mais de sessenta anos. Ele entrou pela primeira vez na arena política organizando e liderando um capítulo local da Ku Klux Klan na década de 1940, uma ação que ele mais tarde descreveu como "o maior erro que já cometi". Ele então serviu na Câmara dos Delegados da Virgínia Ocidental de 1947 a 1950, e no Senado Estadual da Virgínia Ocidental de 1950 a 1952. Inicialmente eleito para a Câmara dos Representantes dos Estados Unidos em 1952, Byrd serviu lá por seis anos antes de ser eleito para o Senado em 1958. Ele ascendeu para se tornar um dos membros mais poderosos do Senado, servindo como secretário do Caucus Democrata do Senado de 1967 a 1971 e — após derrotar seu colega de longa data Ted Kennedy para o cargo — como Líder da Maioria do Senado de 1971 a 1977. Nos 12 anos seguintes, Byrd liderou o caucus democrata como líder da maioria no Senado e líder da minoria no Senado. Em 1989, ele renunciou, após a pressão para abrir caminho para uma nova liderança do partido.. Como o senador democrata mais antigo, Byrd ocupou o cargo de presidente pro tempore quatro vezes quando seu partido era maioria. Isso o colocou em terceiro lugar na linha de sucessão presidencial, depois do vice-presidente e do presidente da Câmara dos Representantes.
Servir três mandatos diferentes como presidente do Comitê de Dotações do Senado dos Estados Unidos permitiu que Byrd direcionasse uma grande quantidade de dinheiro federal para projetos na Virgínia Ocidental. Os críticos ridicularizaram seus esforços como gastos de barril de porco,  enquanto Byrd argumentou que os muitos projetos federais que ele trabalhou para trazer para a Virgínia Ocidental representavam progresso para o povo de seu estado. Notavelmente, Byrd se opôs fortemente aos esforços de Clinton em 1993 para permitir que homossexuais servissem nas forças armadas e apoiou os esforços para limitar o casamento entre pessoas do mesmo sexo. Embora ele tenha obstruído o Civil Rights Act de 1964 e apoiado a Guerra do Vietnã no início de sua carreira, as visões de Byrd mudaram consideravelmente ao longo de sua vida; no início dos anos 2000, ele havia renunciado completamente ao racismo e à segregação. Byrd foi franco em sua oposição à Guerra do Iraque. Reconhecido por seu conhecimento do precedente do Senado e do procedimento parlamentar, Byrd escreveu uma história de quatro volumes do Senado mais tarde na vida. Perto do fim de sua vida, Byrd estava com a saúde debilitada e foi hospitalizado várias vezes. Ele morreu no cargo em 28 de junho de 2010, aos 92 anos, e foi enterrado no Columbia Gardens Cemetery, no Condado de Arlington, Virgínia.

## Primeiros anos
Robert Byrd nasceu em 20 de novembro de 1917, como Cornelius Calvin Sale Jr. em North Wilkesboro, Carolina do Norte, filho de Cornelius Calvin Sale e sua esposa Ada Mae (Kirby). Quando ele tinha dez meses de idade, sua mãe morreu no Dia do Armistício durante a pandemia de gripe de 1918. Byrd era o mais novo de quatro e de acordo com os desejos de sua mãe, seu pai dispersou as crianças entre parentes. Calvin Jr. foi adotado pela irmã de seu pai biológico e seu marido, Vlurma e Titus Byrd, que mudaram seu nome para Robert Carlyle Byrd e o criaram na região de mineração de carvão do sul da Virgínia Ocidental, principalmente na cidade de Stotesbury, Virgínia Ocidental. O pai biológico de Robert Byrd, Calvin Sale, teve mais quatro filhos com sua segunda esposa, Ola (Pruitt) Sale..
Byrd foi educado nas escolas públicas de Stotesbury.. Byrd tocou violino na orquestra da Mark Twain School e bumbo na banda marcial da Mark Twain High School.. Ele foi o orador da turma de formatura de 1934 na Mark Twain High School de Stotesbury..

## Carreira no Congresso
Foi eleito para o congresso em 1952, pelo 6º distrito da Virgínia Ocidental, e reeleito em 1954 e 1956.

### Histórico eleitoral no Senado
Após deixar a Câmara dos Representantes, Byrd foi eleito para o senado com 381 745 votos(59,19%), sendo reeleito em 1964 com 67% dos votos, em 1970 com 77% dos votos, em 1976 com 100% dos votos, em 1982 com 68% dos votos, em 1988 com 64% dos votos, em 1994 com 69% dos votos, em 2000 com 77% dos votos e em 2006 com 64% dos votos.

### Carreira no Senado
Byrd coordenou os Comitês de: Apropriações, Defesa, Água e Desenvolvimento Energético, Segurança Interna (presidente), Administração Interna, do Ambiente e Agências Relacionadas, Militares e dos Assuntos dos Veteranos, Transporte, Habitação e Desenvolvimento Urbano, Serviços Armados, Apoio e Gestão de prontidão, Forças Estratégicas, Orçamento e Administração, durante seus 9 mandatos como senador da República dos Estados Unidos.